# Fiodor Konioukhov
Fiodor Filippovitch Konioukhov (en russe : Фёдор Филиппович Конюхов), né le 12 décembre 1951 à Tchkalovo dans l'Oblast de Zaporijjia en URSS (République socialiste soviétique d'Ukraine), est un survivaliste, voyageur, explorateur aérien, navigateur et artiste soviétique puis russe. En décembre 2010, il a été ordonné prêtre orthodoxe oriental dans l'Église orthodoxe ukrainienne (patriarcat de Moscou).

## Biographie
Konioukhov est né d'un père pêcheur sur la mer d'Azov Philip Mikhaïlovitch Konioukhov, descendant des pêcheurs Pomor de la province d'Arkhangelsk et de Maria Efremovna Stratova, originaire de Bessarabie, tandis que son grand-père servait comme Lieutenant-Colonel dans l'armée tsariste dans la même garnison que Gueorgui Sedov, un explorateur de l'Arctique. Il est diplômé du Collège naval d'Odessa et du Collège polaire de Leningrad, devenant un navigateur professionnel et un ingénieur maritime.
Il sert pendant 3 ans dans la marine soviétique. Il est stationné dans un poste de garde de Kaliningrad avec la flotte de la Baltique quand il s'est porté volontaire pour une période de service de 2 ans et demi dans les forces spéciales de la marine soviétique naviguant à travers la mer de Chine méridionale livrant des munitions aux Viet Cong pendant la guerre du Vietnam.

## Arts
En 1983, Fiodor Konioukhov est admis à l'Union des artistes de l'URSS (il en est le plus jeune membre). Depuis 1996, il est membre de l'Union des artistes de Moscou, section Arts graphiques et depuis 2001, également membre de la section Sculpture. 
Il est lauréat de la médaille d'or de l'Académie des arts de Russie, académicien honoraire de l'Académie des arts de Russie et créateur de plus de 3 000 peintures. Il a participé à un certain nombre d'expositions russes et internationales,. 
Fiodor Konioukhov devient le premier prêtre de l'Église orthodoxe russe à gravir avec succès le mont Everest. Il a emmené une réplique de l'icône de Saint-Nicolas au sommet avec lui.

## Exploits
Konioukhov est le premier et le seul à avoir atteint des points extrêmes de la planète comme le pôle Nord (trois fois), le pôle Sud, le pôle d'inaccessibilité dans l'océan Arctique et le sommet du mont Everest (deux fois) et aussi fait le tour du monde via le cap Horn (quatre fois).

### Voile
Chaque année de mai à août pendant 3 ans (1977/1978/1979), il part a bord d'un voilier de 40 pieds le Tchoukotka en expédition sur les traces de Vitus Béring sur la route : Vladivostok – Sakhaline – Kamtchatka et îles Komandorski pour une distance de  4 000 milles.
En 1998, Fiodor Konioukhov achète l'ancien Casino d'Etretat qu'il renomme Modern University For The Humanities pour participer à Around Alone 1998-99. Après avoir terminé 6e de la première étape, Konioukhov abandonne dans la seconde.
En novembre 2000, Konioukhov s'engage dans le Vendée Globe avec le même bateau. Le 15 janvier 2001, il annonce des problèmes de santé (calculs rénaux). Dix jours plus tard, diminué physiquement et en proie à des problèmes techniques (grand-voile déchirée, pilote automatique hors-service, gréement, dormant et courant, endommagé), le Russe préfère mettre le cap sur Sydney et abandonne
Le 24 novembre 2004, il est parti pour son 5e tour du monde en solitaire à la barre d’un maxi-monocoque de 27 mètres. 
En mai 2008, Konioukhov a effectué un tour du monde en solitaire de l'Antarctique en voilier, devenant ainsi le premier à le faire. Sa tentative a commencé le 26 janvier 2008 et a duré 102 jours 35 min au total, sa route se situant entièrement entre les 45e et 60e parallèles sud.

#### Palmarès
- 1998-1999
  - Abandon dans  de Around Alone sur Modern University for the Humanities

- 2000-2001
  - Abandon dans le Vendée Globe sur Modern University for the Humanities[8]

- 2008
  - tour du monde en solitaire de l'Antarctique

### Aviron
Konioukhov a établi des records du monde d'aviron, en traversant notamment l'océan Atlantique dans un bateau à rames Uralaz en 46 jours, la meilleure distance de 24 heures sur le même bateau (110 milles)[réf. souhaitée].
Du 22 décembre 2013 au 31 mai 2014, Fiodor Konioukhov a traversé l'océan Pacifique en partant du port chilien de Concon et en terminant dans la ville australienne de Mooloolaba (Sunshine Coast) sans entrer dans les ports et sans aucune aide ou assistance extérieure. Il a parcouru la distance de plus de 17 408 km (9400 milles marins) sur la barque Turgoyak (K9) en seulement 162 jours[réf. souhaitée].

### Montgolfière
Konioukhov a annoncé son intention de vouloir battre le record de Steve Fossett en septembre 2015, bien que l'idée ait germée dans son  imagination pour la première fois en 1992. 
Le 23 juillet 2016, Konioukhov (âgé de 64 ans) est devenu le second à faire le tour du monde en solitaire dans un ballon hybride hélium/air chaud. L'Américain Steve Fossett étant le premier à avoir réalisé cet exploit en 2002 lors de sa sixième tentative. Konioukhov a mis un peu plus de 11 jours 5 heures 32 minutes contre 13 jours 12 heures 10 minutes pour Fossett,.
Le ballon qu'il a utilisé, appelé le Morton, a été spécialement construit par Cameron Balloons à Bristol, en Angleterre. Ce ballon a une hauteur de 60 mètres (200 pieds) et un volume de 15 500 mètres cubes. La nacelle non pressurisée du ballon est en fibre de carbone et mesure environ 2 mètres (6,6 pieds) de large et 2 mètres (6,6 pieds) de haut, contenant le lit de Konioukhov, la nourriture, l'eau, l'oxygène et les fournitures de premiers soins, ainsi que les équipements de navigation et de communication.
La tentative a commencé à Northam, en Australie occidentale le 12 juillet 2016. Lui et son équipe sont arrivés en Australie en juin, mais ont subi plusieurs retards dus aux conditions météorologiques et au retard dans la livraison de l'équipement. Après le lancement, Konioukhov a volé vers l'est au-dessus de l'Australie et l'océan Pacifique Sud jusqu'en Amérique du Sud, où il a traversé le Chili, l'Argentine, l'Uruguay et la pointe sud du Brésil. Il a ensuite survolé l'Atlantique Sud, le sud de l'océan Indien et l'océan Austral avant d'atterrir à nouveau à Bonnie Rock, en Australie occidentale, achevant sa circumnavigation. La route prévue de Konyukhov était de 33 000 kilomètres (21 000 milles), mais une déviation inattendue vers le sud (qui l'a emmené au-dessus cercle antarctique) a prolongé son vol à 34 000 kilomètres.

## Grand Chelem des explorateurs
Konioukhov est le premier alpiniste russe à relever le défi des sept sommets (liste de Bass) pour lequel une personne doit escalader les plus hautes montagnes de chacun des sept principaux continents. Il est également le premier explorateur russe et le troisième au monde (après David Hempleman-Adams (en) et Erling Kagge), à avoir terminé Grand Chelem des explorateurs car en plus des sept sommets il a également visité le Pôle Nord en 1988 et le Pôle Sud en 1995.
- 1992 (26 février) - Elbrouz (Europe / Russie) 5 642 m
- 1992 (14 mai) - Mont Everest (Asie) - (dans l'équipe AvtoVAZ) 8 849 m
- 1996 (19 janvier) - Massif Vinson (Antarctique) 4 892 m
- 1996 (9 mars) - Aconcagua (Amérique du Sud) 6 962 m
- 1997 (18 février) - Mont Kilimandjaro (Afrique) 5 892 m
- 1997 (17 avril) - Mont Kosciuszko (Australie) 2 228 m
- 1997 (26 mai) - mont McKinley (Amérique du Nord) 6 190 m

Le 19 mai 2012 - Fiodor Konioukhov avec l'équipe russe "7 Summits" il a atteint à nouveau le sommet du mont Everest. Son itinéraire d'escalade passe par la crête nord (Tibet). Cette expédition est consacrée au 20e anniversaire de la première ascension russe du mont Everest (via le col sud) en mai 1992.

## Distinction
Ordre de l'Amitié des peuples.